# Cyclopodia macracantha
Cyclopodia macracantha är en tvåvingeart som beskrevs av Oskar Theodor 1959. Cyclopodia macracantha ingår i släktet Cyclopodia och familjen lusflugor. Inga underarter finns listade i Catalogue of Life.